# Juhani Aho
Juhani Aho (în original Johannes Brofeldt) (n. 11 septembrie 1861, Lapinlahti, Marele Principat al Finlandei, Imperiul Rus – d. 8 august 1921, Helsingfors, Finlanda) a fost un scriitor și jurnalist finlandez.
Este considerat unul dintre cei mai reprezentativi scriitori realiști ai literaturii finlandeze.
Scrierile sale se remarcă prin finețea observației și pregnanța expresiei și au ca temă principală contradicția dintre natură și cultură.

## Opera
- 1884: Calea ferată ("Rautatie");
- 1886: Fermierul hellman ("Hellmannin herra");
- 1890: Singur ("Yksin");
- 1893: Soția pastorului ("Papin rouva");
- 1911: Sânge apăsător ("Juha").